# El testigo (A tanu)
Película prohibida por más de una década por su crítica abierta del sistema comunista de posguerra en Hungría, El testigo de Péter Bacsó ha llegado a ser una película de culto en su tierra de origen. Conocida como la mejor sátira sobre el comunismo, “El testigo” se ha convertido en una obra clásica de la filmografía húngara. Su repercusión también se dio en el extranjero cuando finalmente fue lanzada fuera de Hungría, incluso con su amplia aceptación durante el Festival de Cannes de 1981. ' “El testigo” ocurre durante la era de Rákosi, cuando el comunismo magiar tomaba como modelo cercano al régimen de Stalin. La película sigue la vida del encargado ordinario de un dique, József Pelikán, quien es procesado por matar ilegalmente su cerdo (en ese tiempo, las políticas de racionalización y colectivización de los recursos, exigían la denuncia y control sobre los alimentos). Llevado a la cárcel por su delito, y en medio de absurdas idas y venidas burocráticas, Pelikán pasa por diversos cargos de relativa importancia, reservados generalmente para los miembros destacados del partido. Pelikán no termina de asimilar su cambio de suerte, por no mencionar sus nuevos trabajos. Incluso su benefactor, el misterioso camarada Virág, es renuente a revelar la verdadera razón en el trato preferencial a Pelikán. Así, comienza para el personaje la divertida aventura dentro de la burocracia comunista. Un error después de otro, llevan a Pelikán cada vez más alto en los cargos dentro de la estructura, mientras él no entiende nada el motivo de sus continuas promociones. Hasta un día, cuando él es llamado para devolver el "favor", atestiguando en falso contra un amigo y sacando a la luz el absurdo de las relaciones y la promoción de los cargos en un sistema autoritario.

## Fragmento de un diálogo
La presentación de la nueva naranja húngara está lista; nada puede fallar, va a ser un éxito. Pero un niño se la come aprovechando que nadie mira. Lo único que queda a mano es un limón. ¿Cómo saldrá el camarada Pelikán de ésta?

"- ¿Qué es esto?"

"- Una naranja"

"- Una... naranja?"

"Sí... la nueva naranja húngara. Un poco más amarilla, un poco más ácida, pero es nuestra."
- Datos: Q472007